# Rockin' Every Night - Live in Japan
Albums de Gary Moore
Corridors of Power
(1982) Victims of the Future
(1984)
Rockin' Every Night - Live in Japan est un album enregistré en public du guitariste nord-irlandais Gary Moore. Paru le 21 mai 1983 uniquement au Japon, il ne sortira en Europe qu'en juin 1986. Il a été produit par Gary Moore et Nigel Walker et est paru sur le label Virgin Records/10 Records Ltd.

## Historique
Il a été enregistré à Tokyo au Shinjuku Kosei Nenkin Hall les 24 et 25 janvier 1983 pendant la tournée de soutien à l'album Corridors of Power. Pour cette tournée, Gary Moore, fut épaulé par l'ex-chanteur de Uriah Heep, John Sloman au chant. 
La première face comprend trois titres issus de l'album Corridors of Power, la face 2 comprend un titre de l'album Dirty Fingers (Nuclear Attack), deux titres de l'album G-Force (White Knuckles, Rockin' and Rollin'), un titre de l'album Back On the Streets (Back On the Streets). Parisienne Walkways (titre bonus) provient également de l'album Back On the Streets. Sunset, le titre instrumental qui conclut l'album est dédié au guitariste américain Randy Rhoads décédé le 19 mars 1982. Il fut enregistré en 1981 pour le deuxième album solo de Cozy Powell, Tilt.
Sa sortie européenne tardive et la sortie en 1984 de l'album live We Want Moore! firent que l'album passa quelque peu inaperçu. Il ne fit qu'un passage éclair d'une semaine dans les charts britanniques où il n'atteignit que la 99e place.
Sa réédition de 2002 propose 3 titres bonus enregistrés au Marquee de Londres le 25 août 1982.

## Liste des titres
Face 1
| No | Titre                          | Auteur                                         | Chant         | Durée |
| -- | ------------------------------ | ---------------------------------------------- | ------------- | ----- |
| 1. | Rockin' Every Night            | Gary Moore, Ian Paice                          | John Sloman   | 3:18  |
| 2. | Wishing Well (Reprise de Free) | Rodgers / Kirke / Kossof / Bundrick / Yamauchi | Gary Moore    | 4:54  |
| 3. | I Can't Wait Until Tomorrow    | Moore                                          | Moore, Sloman | 12:04 |

Face 2
| No | Titre               | Auteur              | Chant              | Durée |
| -- | ------------------- | ------------------- | ------------------ | ----- |
| 4. | Nuclear Attack      | Sloman              | Moore              | 5:58  |
| 5. | White Knuckles      | titre instrumental  | Moore              | 3:48  |
| 6. | Rockin' and Rollin' | Moore, Mark Nauseef | Sloman             | 4:05  |
| 7. | Back On the Streets | Moore               | Moore              | 5:13  |
| 8. | Sunset              | Moore               | titre instrumental | 4:35  |

Titres bonus de la réédition 2002
| No  | Titre               | Auteur             | Chant        | Durée |
| --- | ------------------- | ------------------ | ------------ | ----- |
| 9.  | Back On the Streets | Moore              | Charlie Huhn | 5:10  |
| 10. | Rockin' Every Night | Moore, Paice       | Huhn         | 2:55  |
| 11. | Parisienne Walkways | Phil Lynott, Moore | Moore        | 5:49  |

## Musiciens
- Gary Moore : guitares, chant (titres 2, 3, 7), chœurs
- Ian Paice : batterie, percussions
- Neil Murray : basse
- Don Airey : claviers
- John Sloman : chant (titres 1, 3, 4, 6), claviers additionnels, chœurs
- Charlie Huhn: chant (titres 9 & 10)

## Chart
| Pays        | Durée du classement | Meilleur classement | Date            |
| ----------- | ------------------- | ------------------- | --------------- |
| Royaume-Uni | 1 semaine           | 99e                 | 12 juillet 1986 |